# マンデート・ピクチャーズ
マンデート・ピクチャーズ（Mandate Pictures）は、2005年1月にジョー・ドレイクとネイサン・カーヌ（ネイサン・カヘインとも）によって設立されたハリウッドの映画製作会社である。
2007年、ライオンズゲートの子会社となる。2008年5月、アメリカ合衆国の脚本家マシュー・マイケル・カーナハンから"Untitled Matt Carnahan Crime Project"プロジェクトの脚本が買収された。マンデートはジョン・グリーンの小説『Paper Towns』の映画化権も持っている。

## フィルモグラフィ
- ディス・イズ・ジ・エンド 俺たちハリウッドスターの最凶最期の日 This Is the End） (2013) ポイント・グレイ・ピクチャーズと共同制作、配給：コロンビア ピクチャーズ
- 31年目の夫婦げんか Hope Springs (2012) フィルム360及びエスケイプ・アーティスツと共同制作、配給：ギャガ
- エンド・オブ・ザ・ワールド Seeking a Friend for the End of the World (2012) インディアン・ペイントブラシと共同制作、配給: フォーカス・フィーチャーズ
- LOL: Laughing Out Loud (2011) 配給: ライオンズゲート
- アラフォー女子のベイビー・プラン The Switch (2010) 配給: ミラマックス
- サイコ リバース Peacock (2010)
- ローラーガールズ・ダイアリー Whip It! (2009) 配給: フォックス・サーチライト・ピクチャーズ
- スペル Drag Me to Hell (2009) 配給: ユニバーサル・ピクチャーズ
- ホースメン Horsemen (2009) 配給: ライオンズゲート
- パッセンジャーズ Passengers (2008)
- キミに逢えたら! Nick and Norah's Infinite Playlist (2008) コロンビア ピクチャーズと共同制作
- ストレンジャーズ/戦慄の訪問者 The Strangers (2008) ユニバーサル・ピクチャーズ及びローグ・ピクチャーズと共同制作
- Harold & Kumar Escape from Guantanamo Bay (2008) ニュー・ライン・シネマ及びワーナー・ブラザースと共同制作
- マゴリアムおじさんの不思議なおもちゃ屋 Mr. Magorium's Wonder Emporium (2007) 20世紀フォックス及びウォルデン・メディアと共同制作
- JUNO/ジュノ Juno (2007) 配給: フォックス・サーチライト・ピクチャーズ
- 主人公は僕だった Stranger Than Fiction (2006) 配給: ソニー・ピクチャーズ エンタテインメント
- ナニー・マクフィーの魔法のステッキ Nanny McPhee (2005) 配給: ユニバーサル・ピクチャーズ